# Buk v parčíku u polikliniky
Buk v parčíku u polikliniky, nazývaný také Buk lesní v parčíku u polikliniky, je památný buk lesní (Fagus sylvatica) ve městě Hlučíně v okrese Opava v Opavské pahorkatině v Moravskoslezském kraji.

## Další informace
Dle
| Výška (m):                       | 23,0 (dle údajů z roku 1999)                                |
| Obvod (m):                       | 3 (dle údajů z roku 1999)                                   |
| Ochranné pásmo:                  | kruh o poloměru 10× průměr kmene ve výčetní výšce, tj. 10 m |
| Datum prvního vyhlášení ochrany: | 5. května 1999                                              |

Strom se nachází v malém parku a je celoročně volně přístupný.

## Galerie

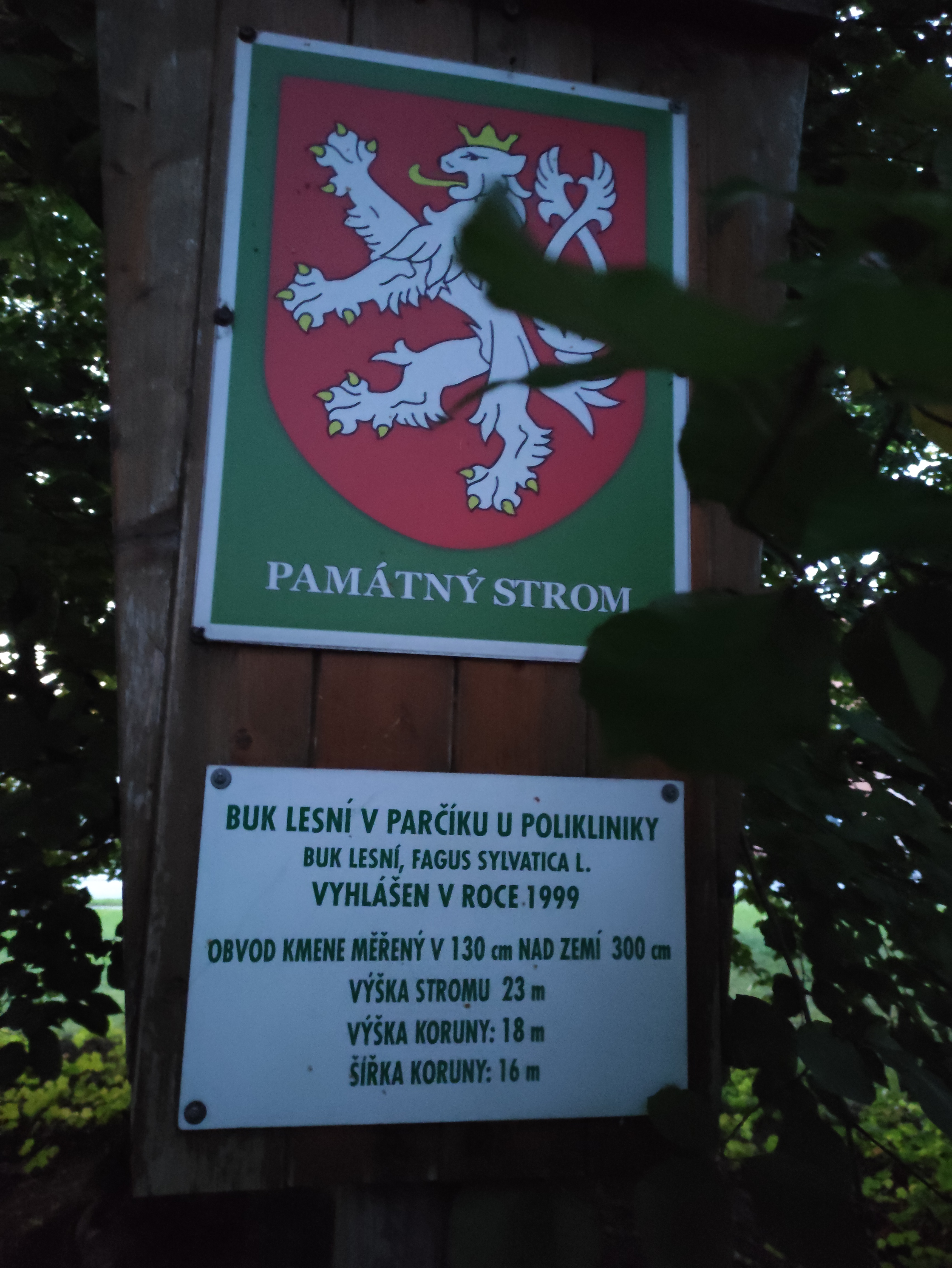
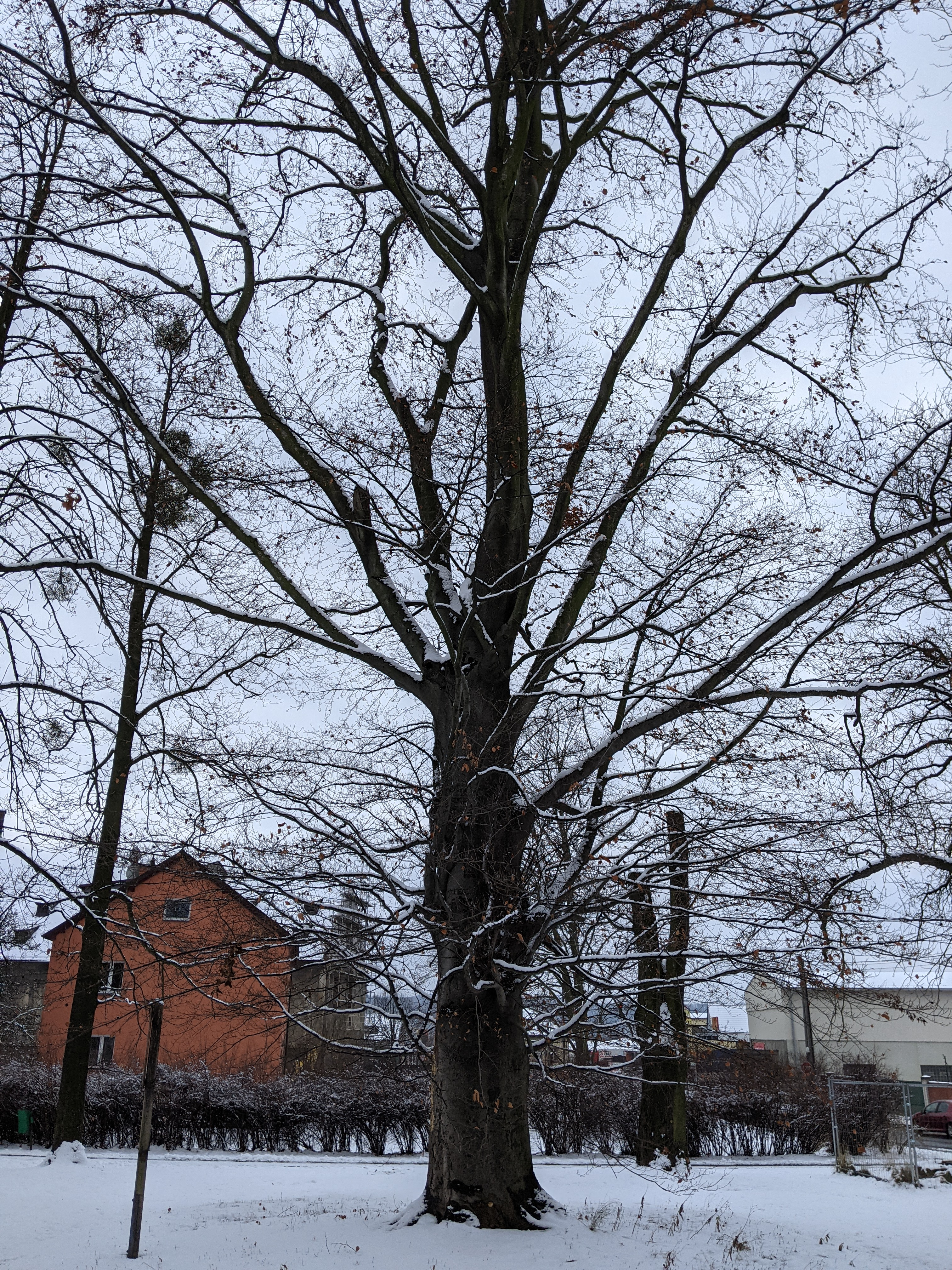
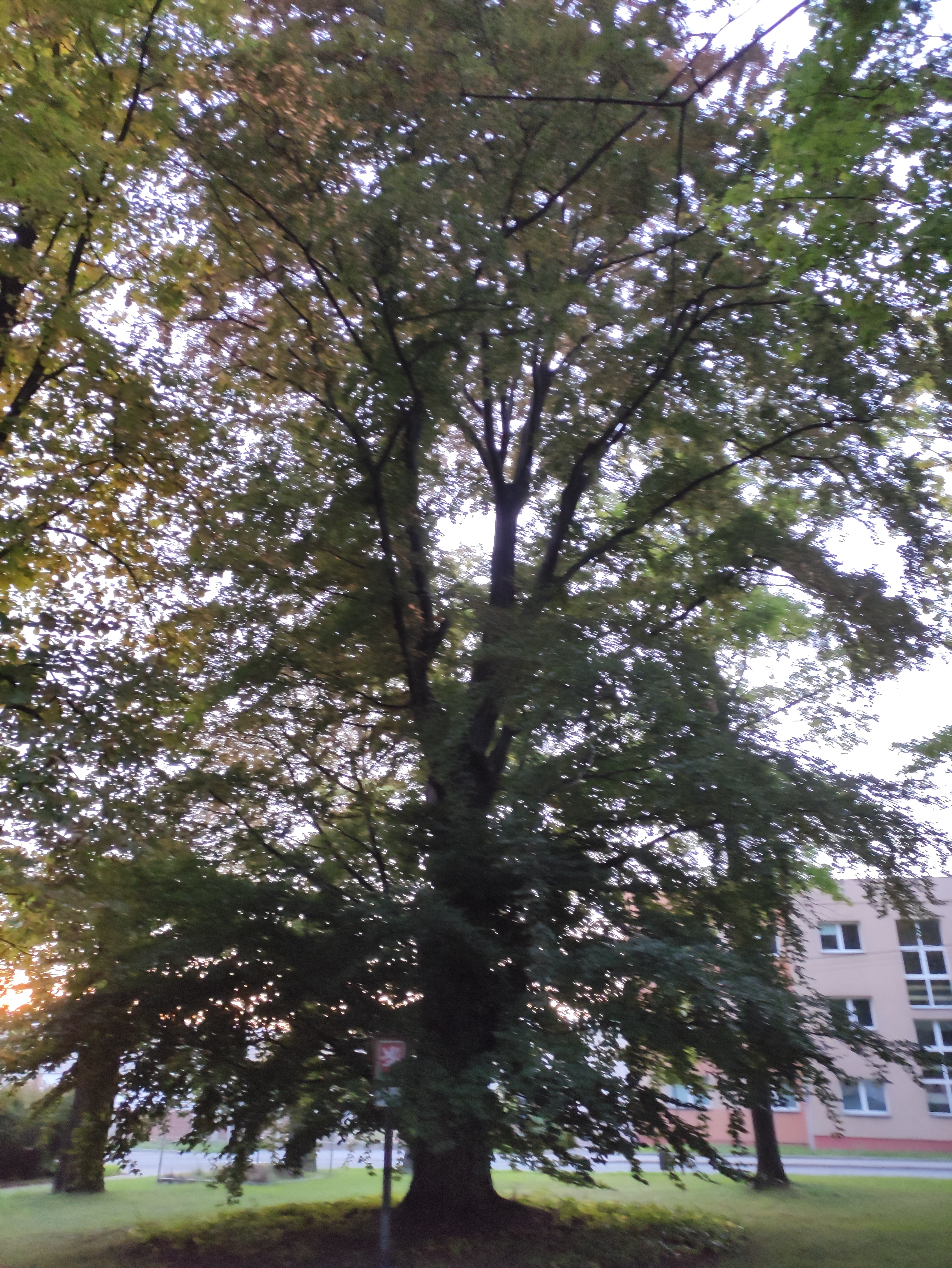